# Reflector (álbum de Planetshakers)
El álbum Reflector es una producción de la banda Planetshakers, que fue lanzado a la venta el año 2002.

## Temas
- You're Everything.
- I Want You To Know.
- Reflector.
- Come Breathe.
- Unto You.
- Overwhelmed.
- I'm Living For.
- I Want To See Jesus.
- Amazing Grace.
- Worthy To Be Praised.
- Lift Up Your Eyes.
- Reflector (Reprise).